# (34762) 2001 QP180
2001 QP180 (asteroide 34762) é um asteroide da cintura principal. Possui uma excentricidade de 0.21443550 e uma inclinação de 3.11144º.
Este asteroide foi descoberto no dia 25 de agosto de 2001 por NEAT em Palomar.